# 范虔
范虔（？—？），九隴（大既今四川省）人。後蜀衙門史官。范雎、范增之後裔。其子為范禹偁，曾作後蜀蒙陽縣令、監察御史，及後更成為禮部侍郎、翰林學士、簡州刺史。